# T-32 (豆戦車)
T-32とは第二次世界大戦中にユーゴスラビア王国が使用したチェコスロバキア製の豆戦車である。
シュコダ MU-4豆戦車をベースに、ユーゴスラビア王国陸軍用に設計された。別表記のŠ-I-Dとしても知られる。

## 歴史
1935年にユーゴスラビア王国陸軍の要請によりシュコダ MU-4豆戦車の主武装を37mm A3対戦車砲に換装してT-32の試作車を開発した。プロトタイプに満足したユーゴスラビア王国陸軍は、1936年に8両を発注した。この8両は納入され、ユーゴスラビア王国陸軍の一部として独立した装甲中隊を編成した。陸軍に配属されたものの、当初はゼムン近郊のユーゴスラビア王国空軍基地で空軍基地防衛任務に使用されていた。

## 活躍
1941年4月、ドイツ軍のユーゴスラビア侵攻が始まったとき、8台のT-32はゼムン飛行場とその周辺に配備されていた。しかし、ニシュ市に進攻するドイツ軍を攻撃するため、ニシュ市への南下を命じられた。ニシュ市に向かう途中、戦車隊はトポラの町付近でドイツ軍と交戦した。T-32戦車の一部は、乗員が車両を放棄した後、ドイツ軍に無傷で捕獲された。これらの戦車はシュコダの工場に送られ、武装親衛隊戦車師団部隊の訓練車として改造された後はドイツ軍の兵器としてPz.Kpfw.T-32 732(j)の名称が与えられた 。

## 塗装
ユーゴスラビア王国陸軍はT-32をダークグリーン、黄土色、チョコレートブラウンの迷彩パターンで塗装した。